# Оприсавци
Оприсавци (на хърватски: Oprisavci) е село и община в Бродско-посавска жупания, Хърватия. Общината включва осем населени места.
Според преброяването от 2011 г. има 2508 жители, 99,3% от които хървати.